# Lucjan Górnisiewicz
Lucjan Józef Górnisiewicz (ur. 20 czerwca 1884 w Bieczu, zm. 2 marca 1967 w Warszawie) – major audytor Wojska Polskiego, doktor nauk prawnych, popularyzator turystyki, wiceprzewodniczący Komisji Krajoznawczej Zarządu Głównego PTTK.

## Życiorys
Ukończył studia prawnicze na Uniwersytecie Jagiellońskim w 1910, otrzymując tytuł doktora nauk prawniczych. Był oficerem rezerwy cesarskiej i królewskiej armii. Został mianowany podporucznikiem ze starszeństwem z 1 listopada 1915 roku w korpusie oficerów rezerwy piechoty. W 1916 roku jego oddziałem macierzystym był c. i k. 90 pułk piechoty.
Służył w Wojsku Polskim w stopniu majora (zweryfikowany ze starszeństwem z dniem 1 czerwca 1919 r., w 1924 r. zajmował 110, a dziesięć lat później – 26 lokatę na liście starszeństwa oficerów rezerwy korpusu oficerów sądowych). Jako jeniec wojenny był wywieziony przez Rosjan do Ufy w Baszkirii.
W latach międzywojennych pracował jako starszy radca Oddziału Prokuratorii Generalnej w Katowicach. Brał czynny udział w obronie interesów odrodzonego państwa m.in. uczestnicząc w procesie sądowym, z którym wystąpił przeciwko Polsce Fryderyk Habsburg, domagając się zwrotu dóbr Komory Cieszyńskiej o ogromnej wartości.
Już przed II wojną światową był członkiem Polskiego Towarzystwa Tatrzańskiego i Polskiego Towarzystwa Krajoznawczego. Po wojnie 3 kwietnia 1946 wziął udział w pierwszym zebraniu zorganizowanym z inicjatywy działaczy PTK z Katowic i został wybrany na członka nowego Zarządu Oddziału Polskiego Towarzystwa Krajoznawczego. Później pełnił wysokie funkcje w terenowych władzach powstałego 17 grudnia 1950 Polskiego Towarzystwa Turystyczno-Krajoznawczego.
Po śmierci w 1967 został pochowany na cmentarzu przy ulicy Henryka Sienkiewicza w Katowicach.

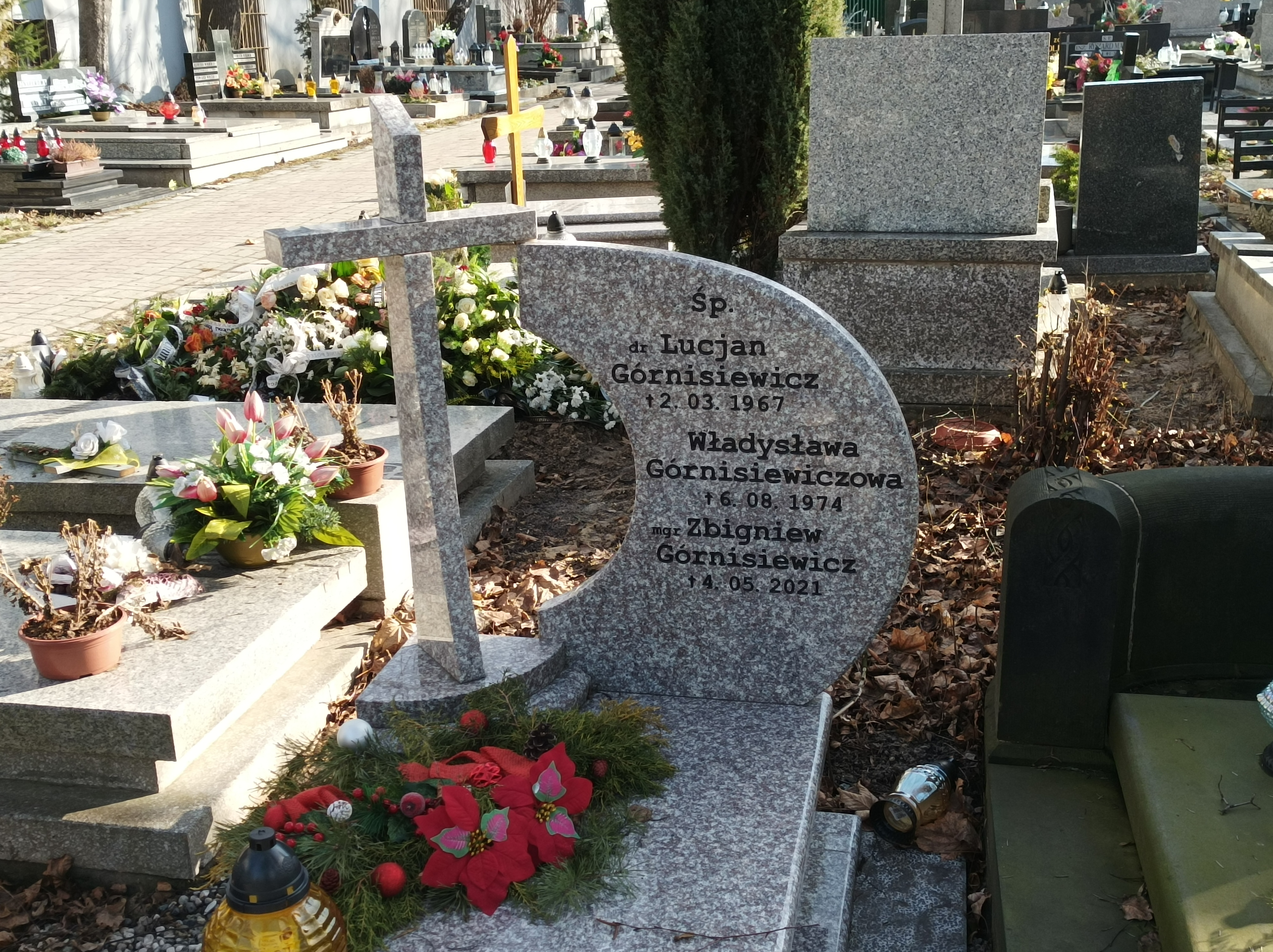
Grób Lucjana Górnisiewicza na cmentarzu przy ul. Sienkiewicza w Katowicach

## Ordery i odznaczenia
- Krzyż Oficerski Orderu Odrodzenia Polski (9 listopada 1932)[1]
- Krzyż Pamiątkowy Mobilizacji 1912–1913 (Austro-Węgry)